# Ego Ihenacho Ogbaro
Ego Ihenacho Ogbaro là cựu thành viên của ban nhạc Châu Phi Lagbaja. Ego là một ca sĩ người Nigeria. Cô sinh ra ở bang Imo và đã làm việc hơn 10 năm trong ban nhạc Lagbaja. Cô ấy đã làm hài lòng khán giả bằng giọng hát tuyệt vời của mình trong các bài hát nổi tiếng như Konko Dưới đây, Không có gì cho bạn và Không bao giờ xa. Cô thường xuyên đi tour thế giới với Lagbaja. Ego rời nhóm Lagbaja để theo đuổi sự nghiệp solo vào năm 2007. Sau đó, cô đã thành lập một ban nhạc được gọi là ban nhạc chàm. Kể từ khi rời nhóm của Lagbaja, cô đã hợp tác với các nghệ sĩ như Sunny Nneji, Djinee, Tosin martins, Ayanbirin, Blaise chỉ đề cập đến một vài người. Cô cũng đã biểu diễn với Weird Mc, Asa, Cobhams và Yinka Davies. Cô đã phát hành một bài hát cảm động có tựa đề I believe, một đĩa trong album đầu tiên của cô. Cô đã được bổ nhiệm làm đại sứ toàn cầu năm 2008.
Giáo dục: Ego học tại trường tiểu học trung tâm và trường trung học Ikeja danh tiếng, GRA ở Lagos. Ego là một học sinh hàng đầu tại trường trung học Ikeja. Cô tốt nghiệp trung học năm 1991.

## Giải thưởng
Ego đã nhận được nhiều giải thưởng từ các tổ chức khác nhau trong số đó là:
- Đạo luật nữ triển vọng nhất của Kim Lawani trong năm tại Fame Music Awards năm 1998
- Ca sĩ nữ xuất sắc nhất năm tại Giải thưởng Hip-Hop thế giới năm 2006